# Giuseppe Montalbano (politico 1925)
Giuseppe Montalbano detto Pippo (Sciacca, 7 giugno 1925 – Sambuca di Sicilia, 15 agosto 2021) è stato un politico italiano.
Fu due volte Senatore della Repubblica e tre volte Sindaco del comune di Sambuca di Sicilia.

## Biografia
Nel 1944 al primo congresso istitutivo della Federazione Giovanile Comunista, viene eletto nella segreteria provinciale assieme a Francesco Renda e altri rappresentanti di Agrigento. Nel 1945 viene eletto membro del Comitato Federale del partito.
Fra il 1947 e il 1970 aderisce alle lotte sociali per il lavoro, l'occupazione, le pensioni, e con altri dirigenti politici e sindacali partecipa all'occupazione dei feudi incolti ed abbandonati dagli agrari.
Nel 1960 nel Comune di Sambuca di Sicilia viene eletto Consigliere Comunale e assessore ai Lavori pubblici della giunta presieduta da Giuseppe Tresca.
Nel 1964 viene eletto Sindaco di Sambuca di Sicilia, carica che ricopre fino al 1980. Il terremoto del 1968 che ha colpito i Comuni della Valle del Belice, lo vide assieme ai Sindaci dei Comuni colpiti, promotore e organizzatore della ricostruzione.
Alle elezioni politiche del 3 giugno 1979 viene eletto Senatore della Repubblica per il Partito Comunista Italiano nel collegio di Sciacca ottenendo 26.403 preferenze, facendosi portavoce delle istanze dei Sindaci dei Comuni del Belice. Al Senato ha fatto parte delle commissioni: lavori pubblici e relecomunicazioni, Marina Mercantile e Trasporti, inoltre è componente delle Commissioni Bicamerali per il terremoto del Belice e per il Mezzogiorno.
Viene poi rieletto senatore nelle elezioni del 26 giugno 1983 con 27.288 voti, è stato riconfermato componente delle Commissioni:
Lavoro e Previdenza Sociale, LL.PP., Poste e Telecomunicazioni e nelle Commissioni Bicamerali per il terremoto del Belice e del Mezzogiorno, di cui ha condotto la vicepresidenza. Termina il mandato parlamentare nel 1987. Fino al 1990 mantiene la carica di consigliere comunale del PCI a Sambuca di Sicilia.
Nel 2003 scrive e pubblica il libro, Ricordi di un comunista, nel quale ripercorre gli ultimi settant'anni della storia politica di Sambuca di Sicilia, attraverso analisi, critiche e autocritiche. Sempre nel 2003 si candida a sindaco di Sambuca con la lista "Alleanza democratica", ottenendo il 37%, senza essere eletto.
Muore a 96 anni, il giorno di Ferragosto del 2021.